# Mare de Déu de la Saleta de Banyuls de la Marenda
La Mare de Déu de la Saleta de Banyuls de la Marenda és un santuari dedicat a la Mare de Déu de la Saleta del terme comunal de Banyuls de la Marenda, a la comarca del Rosselló (Catalunya del Nord).
Està situada a prop i a ponent del poble de Banyuls de la Marenda, a prop i al nord-oest de la urbanització el Pardal.
És una petita església d'època moderna, d'una sola nau capçada a llevant per un absis semicircular.